# 켄 리빙스턴
케네스 로버트 "켄" 리빙스턴(Kenneth Robert "Ken" Livingstone, 1945년 6월 17일 ~ )은 영국의 정치인이다. 2000년 4월 수도 행정 구역인 그레이터런던이 신설된 뒤에 선출된 런던 시장을 역임하였다. 사회주의자로, "붉은 켄"(Red Ken)이라는 별명이 있다. 노동당 소속이면서도 이라크 전쟁을 밀어붙인 토니 블레어 총리를 거세게 비판해 왔다.

## 역대 선거 결과
| 선거명      | 직책명                         | 대수 | 정당   | 1차 득표율 | 1차 득표수 | 2차 득표율 | 2차 득표수  | 결과 | 당락                       |
| ----------- | ------------------------------ | ---- | ------ | ---------- | ---------- | ---------- | ----------- | ---- | -------------------------- |
| 1979년 선거 | 하원의원 (햄스테드 선거구)     | 48대 | 노동당 | 38.77%     | 16,729표   |            |             | 2위  | 낙선                       |
| 1987년 선거 | 하원의원 (브렌트이스트 선거구) | 50대 | 노동당 | 42.62%     | 16,772표   |            |             | 1위  | 브렌트이스트 하원의원 당선 |
| 1992년 선거 | 하원의원 (브렌트이스트 선거구) | 51대 | 노동당 | 52.83%     | 19,387표   |            |             | 1위  | 브렌트이스트 하원의원 당선 |
| 1997년 선거 | 하원의원 (브렌트이스트 선거구) | 52대 | 노동당 | 67.33%     | 23,748표   |            |             | 1위  | 브렌트이스트 하원의원 당선 |
| 2000년 선거 | 런던 시장                      | 1대  | 무소속 | 38.96%     | 667,877표  | 57.9%      | 776,417표   | 1위  | 런던 시장 당선             |
| 2004년 선거 | 런던 시장                      | 1대  | 노동당 | 36.75%     | 685,541표  | 55.4%      | 828,390표   | 1위  | 런던 시장 당선             |
| 2008년 선거 | 런던 시장                      | 2대  | 노동당 | 36.80%     | 893,877표  | 46.8%      | 1,028,966표 | 2위  | 낙선                       |
| 2012년 선거 | 런던 시장                      | 2대  | 노동당 | 41.45%     | 889,918표  | 48.5%      | 992,273표   | 2위  | 낙선                       |